# Избори за Предсједништво Босне и Херцеговине 2014.
Избори Предсједништво Босне и Херцеговине 2014. одржани су 12. октобра као дио општих избора у овој земљи. Били су то шести по реду предсједнички избори у БиХ након Дејтонског споразума (1995), који се одржавају у оба ентитета истовремено.

## Резултати

### Избори у Федерацији БиХ
| Кандидат              | Политички субјекат                      | Број гласова | %     | Изабран / Није изабран |
| --------------------- | --------------------------------------- | ------------ | ----- | ---------------------- |
| Бакир Изетбеговић     | Странка демократске акције              | 247.235      | 24,78 | бошњачки члан          |
| Фахрудин Радончић     | Савез за бољу будућност БиХ             | 201.454      | 20,20 | није изабран           |
| Драган Човић          | Хрватска демократска заједница БиХ      | 128.053      | 12,84 | хрватски члан          |
| Емир Суљагић          | Демократски фронт                       | 114.334      | 11,46 | није изабран           |
| Мартин Рагуж          | Хрватска демократска заједница 1990     | 94.695       | 9,49  | није изабран           |
| Бакир Хаџиомеровић    | Социјалдемократска партија БиХ          | 75.369       | 7,56  | није изабран           |
| Сефер Халиловић       | Босанскохерцеговачка патриотска странка | 66.230       | 6,64  | није изабран           |
| Мустафа Церић         | Независни кандидат                      | 33.882       | 3,40  | није изабран           |
| Живко Будимир         | Странка правде и повјерења              | 15.368       | 1,54  | није изабран           |
| Анто Поповић          | Демократски фронт                       | 7.179        | 0,72  | није изабран           |
| Џебраил Бајрамовић    | Странка дијаспоре БиХ                   | 5.041        | 0,51  | није изабран           |
| Мирсад Кебо           | Независни кандидат                      | 3.893        | 0,39  | није изабран           |
| Халил Тузлић          | Независни кандидат                      | 3.162        | 0,32  | није изабран           |
| Адил Жигић            | Независни кандидат                      | 1.637        | 0,16  | није изабран           |
| Укупно важећи гласови | Укупно важећи гласови                   | 997.532      | 100   | -                      |
| Неважећи гласови      | Неважећи гласови                        | 83.375       | -     | -                      |
| Извор: ЦИК            |                                         |              |       |                        |

| Бошњачки кандидати‍ | Бошњачки кандидати‍ | Бошњачки кандидати‍ | Бошњачки кандидати‍ | Бошњачки кандидати‍ |
| ------------------ | ------------------ | ------------------ | ------------------ | ------------------ |
|                    |                    |                    |                    |                    |
| Бакир Изетбеговић  | Бакир Изетбеговић  |                    | 247.235            | 32,867%            |
| Фахрудин Радончић  | Фахрудин Радончић  |                    | 201.454            | 26,781%            |
| Емир Суљагић       | Емир Суљагић       |                    | 114.334            | 15,199%            |
| Бакир Хаџиомеровић | Бакир Хаџиомеровић |                    | 75.369             | 10,019%            |
| Сефер Халиловић    | Сефер Халиловић    |                    | 66.230             | 8,804%             |
| Мустафа Церић      | Мустафа Церић      |                    | 33.882             | 4,504%             |
| Џебраил Бајрамовић | Џебраил Бајрамовић |                    | 5.041              | 0,670%             |
| Мирсад Кебо        | Мирсад Кебо        |                    | 3.893              | 0,518%             |
| Халил Тузлић       | Халил Тузлић       |                    | 3.162              | 0,420%             |
| Адил Жигић         | Адил Жигић         |                    | 1.637              | 0,218%             |

| Хрватски кандидати‍ | Хрватски кандидати‍ | Хрватски кандидати‍ | Хрватски кандидати‍ | Хрватски кандидати‍ |
| ------------------ | ------------------ | ------------------ | ------------------ | ------------------ |
|                    |                    |                    |                    |                    |
| Драган Човић       | Драган Човић       |                    | 128.053            | 52,204%            |
| Мартин Рагуж       | Мартин Рагуж       |                    | 94.695             | 38,605%            |
| Живко Будимир      | Живко Будимир      |                    | 15.368             | 6,265%             |
| Анто Поповић       | Анто Поповић       |                    | 7.179              | 2,927%             |

### Избори у Републици Српској
| Кандидат              | Политички субјекат        | Број гласова | %     | Изабран / Није изабран |
| --------------------- | ------------------------- | ------------ | ----- | ---------------------- |
| Младен Иванић         | Савез за промјене         | 317.799      | 48,70 | српски члан            |
| Жељка Цвијановић      | СНСД — ДНС — СП           | 310.867      | 47,64 | није изабрана          |
| Горан Змијањац        | Странка праведне политике | 23.936       | 3,67  | није изабран           |
| Укупно важећи гласови | Укупно важећи гласови     | 652.602      | 100   | -                      |
| Неважећи гласови      | Неважећи гласови          | 53.952       | -     | -                      |
| Извор: ЦИК            |                           |              |       |                        |

| Српски кандидати‍ | Српски кандидати‍ | Српски кандидати‍ | Српски кандидати‍ | Српски кандидати‍ |
| ---------------- | ---------------- | ---------------- | ---------------- | ---------------- |
|                  |                  |                  |                  |                  |
| Младен Иванић    | Младен Иванић    |                  | 317.799          | 48,70%           |
| Жељка Цвијановић | Жељка Цвијановић |                  | 310.867          | 47,64%           |
| Горан Змијањац   | Горан Змијањац   |                  | 23.936           | 3,67%            |